# Gate, Fence and Hollow Tree Shelter
Gate, Fence and Hollow Tree Shelter es un trabajo del artista Dionicio Rodríguez que se encuentra en la calle 320 Oak. en Clayton, Nuevo México. Se compone de tres esculturas bois faux creadas en 1943. Bayliss C. Froman encargó las esculturas en su propiedad después de ver la obra de Rodríguez en una visita a San Antonio. Las esculturas incluyen una puerta parecida a la entrada del jardín japonés de Te de San Antonio, y un árbol hueco con corteza con textura.